# 교원역
교원역(校原驛)은 경상남도 창원시 마산회원구 회원동에 존재했던 역이다.
역명은 역이 소재한 회원동과 인근의 교방동에서 유래하였으며, 과거에는 북마산역(北馬山驛)이었다. 1977년 경전선 마산 시내구간 이설로 인해 구마산역, 옛 마산역과 함께 새로운 마산역으로 통합되면서 구마산 - 마산 구간은 마산항제1부두선으로 남고 북마산역이 교원역으로 역명을 바꿨다. 지금은 폐역이 되어 철거되었으며, 그 위치는 경전선의 분기점과 3.2km 떨어진 지점이다. 한편 폐역이 된 지 꽤 오랜 시간이 지났음에도 불구하고, 많은 지도에는 아직까지도 이 역이 표기되어 있으며, 창원시 마산합포구청에서는 '북마산역'을 기념하는 표지판과 간단한 테마공원을 설치해놓았다.
인근에는 회산다리와 북마산시장이 있다.

## 연혁
- 1923년 12월 1일 : 북마산역(北馬山驛)으로 영업 개시[1]

교원역의 위치

- 일자 불명 : 교원역으로 역명 변경
- 1977년 12월 15일 : 폐역

## 사진

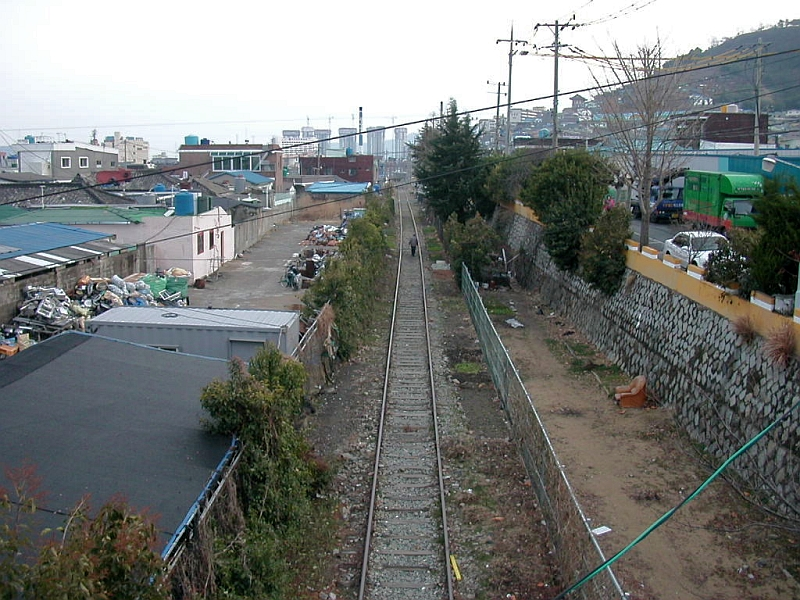
남쪽을 본 모습
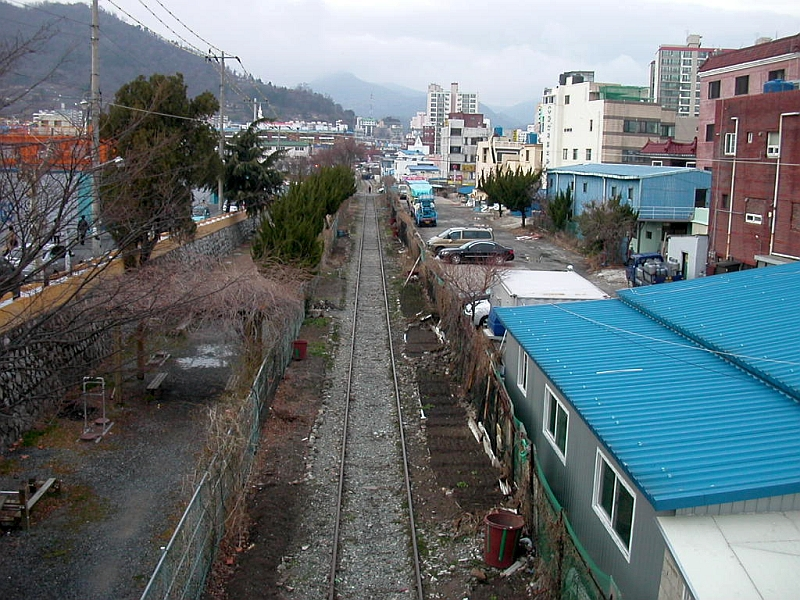
북쪽을 본 모습